# Karaboulak

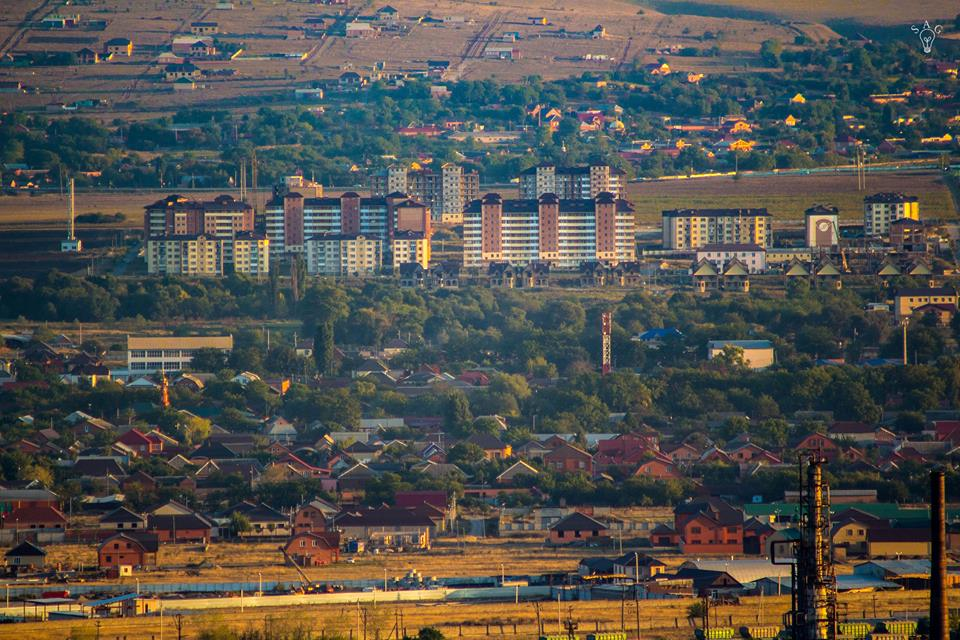

Karaboulak (en russe : Карабулак) est une ville de la république d'Ingouchie, en Russie. Sa population s'élevait à 36 494 habitants en 2013.

## Géographie
Karaboulak se trouve sur la bordure septentrionale du Grand Caucase, sur la rivière Sounja, un affluent droit du Terek, à proximité immédiate de la Tchétchénie. Elle est située à 14 km au nord-est de Magas, la nouvelle capitale de la république d'Ingouchie.

## Histoire
A l'emplacement de la ville actuelle a été fondée au XIXe siècle la stanitsa Karaboulakskaïa des Cosaques de Terek. La localité a obtenu le statut de ville en 1995, après une forte augmentation de la population, due à un afflux de réfugiés consécutif à la division de la République socialiste soviétique autonome de Tchétchénie-Ingouchie en république de Tchétchénie et république d'Ingouchie en 1991 et à la première guerre de Tchétchénie.

## Population
Recensements (*) ou estimations de la population
| 1970* | 1979* | 1989* | 2002*  |
| ----- | ----- | ----- | ------ |
| 7 660 | 8 779 | 9 354 | 31 279 |

| 2006   | 2010*  | 2012   | 2013   |
| ------ | ------ | ------ | ------ |
| 34 011 | 30 961 | 34 222 | 36 494 |

## Économie
La principale entreprise de la ville est la société GO Khimprom (ГО "Химпром"), qui fabrique des réactifs chimiques.
La ville est située sur la voie ferrée Beslan – Grozny – Goudermes, ouverte en 1894. En raison de la guerre en Tchétchénie, le trafic est cependant irrégulier. La route fédérale R217, route qui relie la M4 à la frontière avec l'Azerbaïdjan en desservant les villes de Ciscaucasie, passe dans le sud de la ville.

## Personnalités
- Khasan Yandiyev (1948-2008), juge assassiné à Karaboulak.